# Adisak Duangsri
Adisak Duangsri (thailändisch อดิศักดิ์ ดวงศรี, * 18. Mai 1985 in Ubon Ratchathani), auch als Ting (thailändisch ติ่ง) bekannt, ist ein ehemaliger thailändischer Fußballspieler.

## Karriere
Adisak Duangsri stand bis Ende 2009 beim TOT SC unter Vertrag. Der Verein aus der thailändischen Hauptstadt Bangkok spielte in der ersten Liga des Landes, der Thai Premier League. 2010 wechselte er zum Ligakonkurrenten Thailand Tobacco Monopoly FC. Der Zweitligist Bangkok United nahm ihn die Saison 2011 unter Vertrag. Mit dem Bangkoker Verein spielte er in der zweiten Liga, der Thai Premier League Division 1. Nach einem Jahr unterschrieb er einen Vertrag beim Erstligisten BBCU FC. Mit dem Verein stieg er am Ende der Saison in die zweite Liga ab. Nach dem Abstieg wechselte er nach Rayong, wo der sich dem Zweitligisten PTT Rayong FC anschloss. Von 2012 bis 2014 stand er bei dem ebenfalls in der zweiten Liga spielenden Phuket FC in Phuket unter Vertrag. 2015 wechselte er wieder in die erste Liga. Hier verpflichtet ihn der Hauptstadtverein Port FC. Für Port spielte er die Hinserie. Die Rückserie 2015 spielte er bei seinem ehemaligen Verein TOT SC. Ubon UMT United, ein Zweitligist aus Ubon Ratchathani, nahm ihn die Saison 2016 unter Vertrag. Mit Ubon wurde er Vizemeister und stieg in die erste Liga auf. Nach dem Aufstieg verließ er den Verein und schloss sich dem Zweitligisten Songkhla United FC aus Songkhla an. Der Drittligist Phuket City FC verpflichtete ihn die Saison 2018. Mit dem Verein aus Phuket spielte er in der dritten Liga, der Thai League 3, in der Lower Region. Anfang 2019 unterzeichnete er einen Vertrag beim Drittligisten Lamphun Warriors FC in Lamphun. Mit Lamphun spielte in der Upper Region der dritten Liga. Nach dem zweiten Spieltag 2020 wurde die dritte Liga wegen der COVID-19-Pandemie unterbrochen. Nach Wiederaufnahme des Spielbetriebes im Oktober wurde die Thai League 4 und die Thai League 3 zusammengelegt. Die Warriors wurden der Northern Region zugeteilt. In der Northern Region wurde man Meister. In den Aufstiegsspielen zur zweiten Liga wurde man Erster und stieg somit in die zweite Liga auf. Am Ende der Saison feierte er mit dem Verein die Meisterschaft der zweiten Liga und den Aufstieg in die erste Liga. Nach fünf Spielzeiten für die Warriors beendete er im Sommer 2024 seine Karriere als Fußballspieler.

## Erfolge
Ubon UMT United
- Thailändischer Zweitligavizemeister: 2016  ▲

Lamphun Warriors FC
- Thai League 3 – North: 2020/21
- Thai League 3 – National Championship: 2020/21  ▲
- Thailändischer Zweitligameister: 2021/22  ▲